# Hexorthodes pectinicornis
Hexorthodes pectinicornis är en fjärilsart som beskrevs av Smith 1906. Hexorthodes pectinicornis ingår i släktet Hexorthodes och familjen nattflyn. Inga underarter finns listade i Catalogue of Life.